# Samariterstrasse (Berlins tunnelbana)
Samariterstrasse en tunnelbanestation på linje U5 i Berlins tunnelbana som öppnade år 1930. Den ligger under Frankfurter Allee och i närheten vid södra entren Mainzer Strasse finns restauranggatan Simon-Dach-Strasse och Boxhagener Platz som är välbesökta av turister. Stationen står under byggnadsminnesskydd och ritades av Alfred Grenander.

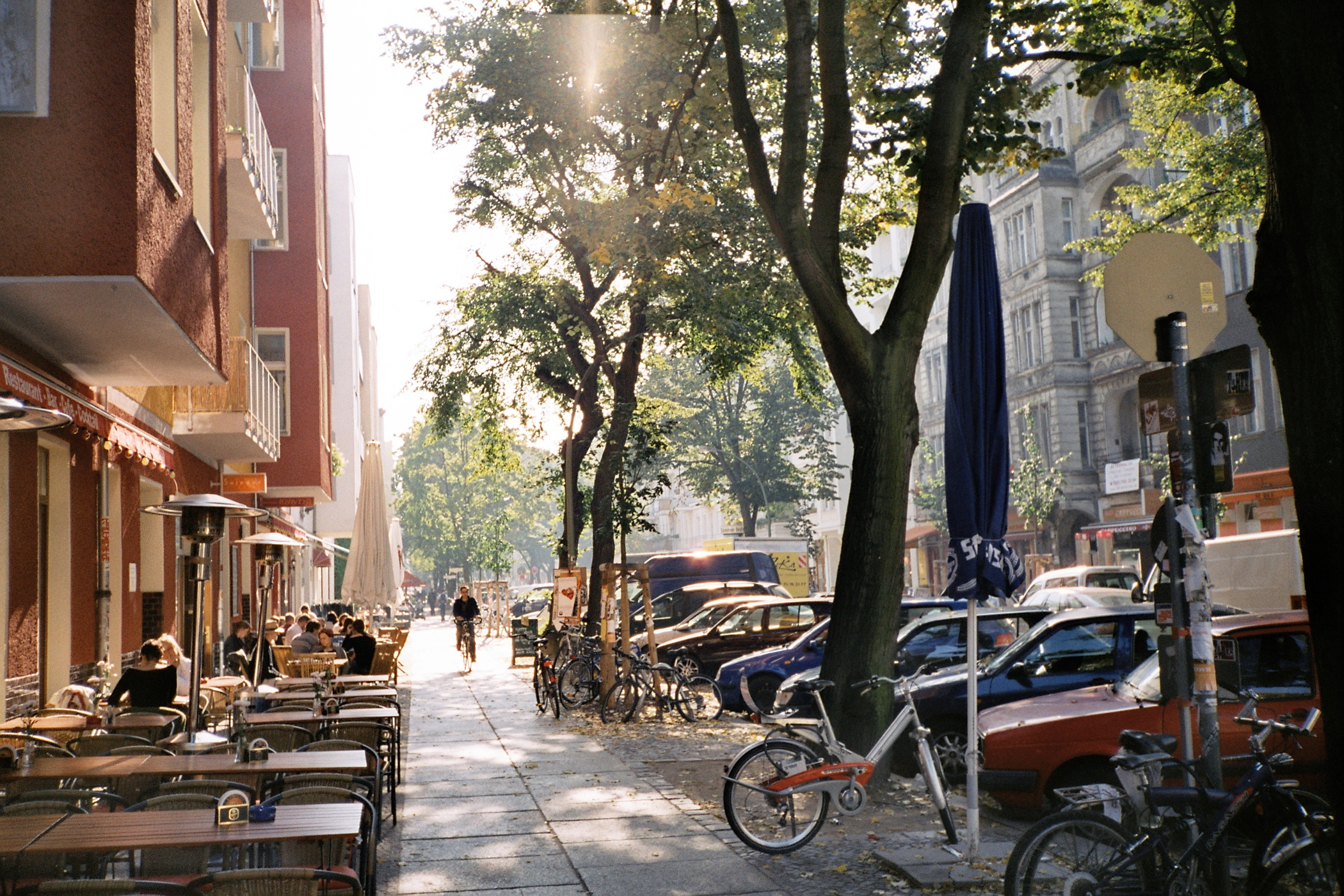
Simon-Dach-Straße
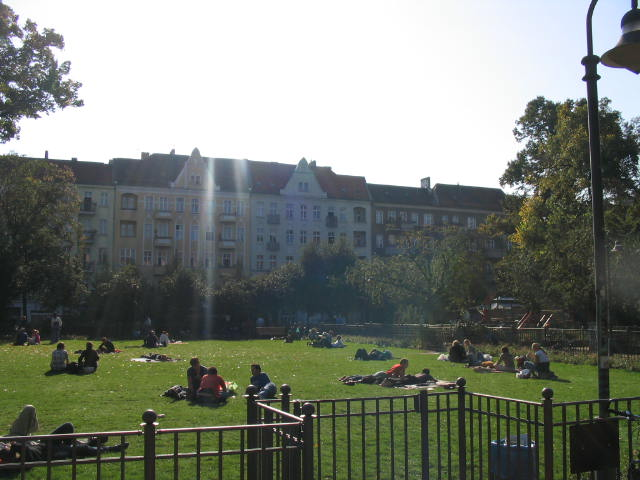
Boxhagener Platz
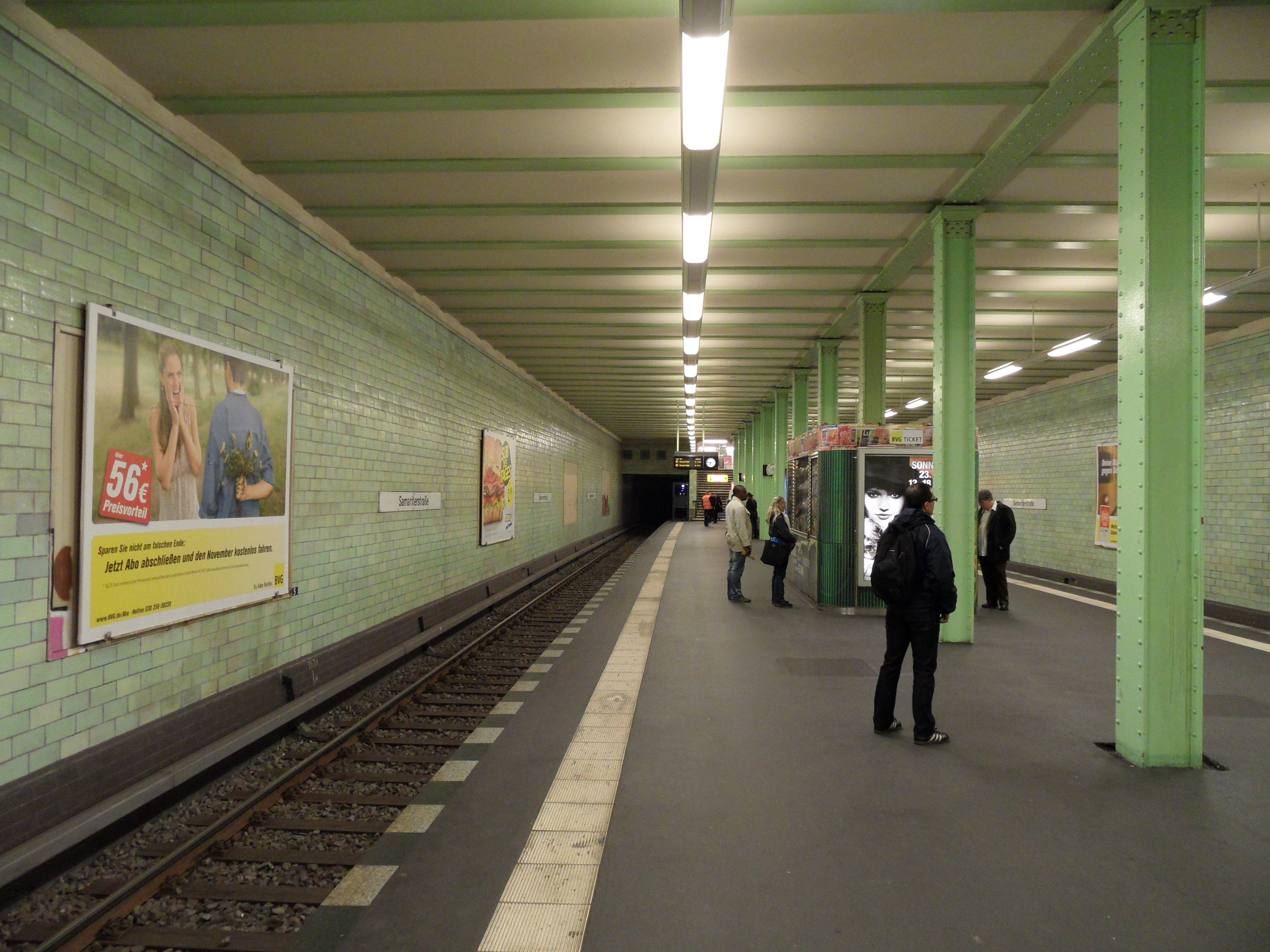
Perrongen